# Haselbach (Türingia)
Haselbach település Németországban, azon belül Türingiában. Lakosainak száma 809 fő (2023. december 31.). Haselbach Regis-Breitingen és Meuselwitz községekkel határos.

## Népesség
A település népességének változása:
| Lakosok száma | 821  | 807  | 806  | 825  | 809  |
|               | 2017 | 2019 | 2021 | 2022 | 2023 |